# 報償費
報償費（ほうしょうひ）とは、官庁の勘定科目の一つ。役務、負担に対し償う費用。このなかで、支出の内容を全て必ず明らかにしなければならないわけではないと会計検査院規則で認められる、機密の用途に充てられる経費があり、これは機密費とも呼ばれる。

## 国家予算における報償費

### 内閣官房報償費
内閣官房報償費は、国政の運営上必要な場合に、内閣官房長官の判断で支出される経費。内閣官房機密費とも呼ばれる。「権力の潤滑油」という表現もある。会計処理は内閣総務官が所掌する。2002年度予算で前年を10%下回る14億6165万円になって以来、現在まで同額が毎年計上されている。そのうち12億3021万円が官房長官に一任され、残りは内閣情報調査室の費用に充てられている。支出には領収書が不要で、会計検査院による通常の監査も免除されており、原則使途が公開されることはないため、以前から不透明な支出に疑惑の目が向けられている。旧首相官邸時代には官房長官室に大金庫があり、いつも数千万円の現金が金庫に入っており、使用した翌日には事務方が現金を補充する仕組みになっていた。

#### 歴史
1947年度から予算計上されるようになった。第二次世界大戦以前にも類似の制度があり、1928年アムステルダムオリンピックの選手団渡航経費に穴が空いた際には、内閣機密費（出典ママ）から1万円が充当された記録がある。
政府は1998年に支出の基準（内規）を設けたが、2000年には官房機密費を渡した政治評論家の極秘リストとされるメモを入手したとする「FOCUS」の報道が世相を騒がせた。また、民主党は野党時代、機密費流用防止法案を国会に提出するなど、機密費の公開を時の政権に求めていたが、2009年に政権党となった後は、「オープンにしていくことは考えていない」として公開はしない考えを示した（平野博文）。一方、藤村修（野田内閣で官房長官）は2011年9月の会見で「将来的に相当の時間を経て公開されることはおかしいことではない。今後検討していく」と答えた。また平野は2024年、中国新聞のインタビューに答え「領収書は不要だったが用途は情報収集の為だった。自民党のように選挙の為に私用したことは一度もない」と明言した。
2010年には、河村建夫元官房長官（自民党）が詐欺と背任容疑で告発された問題で、東京地検特捜部が官房機密費の使途を照会する方針を固めたとする報道がなされた。
2018年1月19日の、上脇博之神戸学院大学教授らを原告とする裁判の最高裁の判断に従い、3月20日、最高裁が一部開示を命じた官房機密費の使途が一部明らかとなった。今回の司法判断を受けてもなお個別の支出先や金額は明らかにならなかったが、内閣官房長官自らが管理し、領収書も不要な「政策推進費」（官房長官が受け取った時点で「支出完了」となるので、何に費消されたか知るのは本人のみ）として約9割が使われていたことが初めて明らかになった。これまで、国は「全面不開示」として黒塗りの文書さえ開示していなかった。

#### 具体的な問題
- 三木武夫内閣の内閣官房副長官で、第76・77代内閣総理大臣の海部俊樹は、文藝春秋で「何に使うかは、総理大臣の自由ですから、官房長官や官房副長官を使いにして各所へ配ったり、あるいは党から『資金が底をついた』と言って取りにくることもありました。そんなときは、『帰りに官房長官のとこへ寄って出してもらっていけ』と伝えるわけです」と証言した[17]。
- 塩川正十郎は宇野内閣の官房長官当時の状況について「外遊する国会議員に餞別として配られた」、「政府が国会対策の為、一部野党に配っていた」、「マスコミ懐柔の為に一部有名言論人に配られていた」など、実態を2001年1月28日のテレビ朝日「サンデープロジェクト」で暴露した[18][19]。しかし財務大臣に就任後した2001年の国会でこれらの暴露について問われると、「忘れてしまいました」 [20] 、「 何であんなこと言うたのかなという気持ちでいっぱい」「何か週刊誌にいろんなことが書いてあったのが、何かさも自分が経験したようなことのつもりで錯覚に陥ってしまって、ああいうことを言ってしまったのかなと思う」[21]などととぼけた。
- 加藤紘一は宮沢内閣の官房長官当時、与野党政治家主催のパーティー券購入や会食、背広の購入費、出身高校同窓会費に使った事、さらには私的に流用したと、日本共産党が官邸の内部文書を入手して明らかにした[22]。なお、加藤当人は否定している。
- 野中広務は2010年に読売新聞の取材に応じ、小渕内閣の官房長官当時、毎月計5千万円、最高で月計7千万円使ったと述べた。この証言は2009年9月に民主党への政権交代が起こり、使途を機密とする悪しき慣習の廃止を望んで行われた。使途は小渕恵三首相に月1千万円、自民党の国会対策委員長と参議院幹事長へそれぞれ月500万円。また、当時の議員の自宅建設費3千万円や野党議員の北朝鮮訪問に際して要求に応じたとも述べた。一方複数の政治評論家にも盆暮れ等数百万円単位で配られたとも証言しており、マスコミの中立性を疑わせるものとして問題になっている[23]。
- 鈴木宗男は、2010年にTBSのインタビューで小渕内閣の内閣官房副長官当時の1998年沖縄県知事選挙で自民党が推薦する稲嶺惠一陣営に官房機密費3億円が渡されていたことを証言している。なお、2001年にも自民党沖縄県連関係者が、同選挙に際して「官邸から知事選の資金が出たのは間違いない。私自身、選対の会議で報告を受けた。元は税金だからね。選挙に機密費を使ったなんて表に出たら大変なことになる」と証言している[17][24]。
- 第3次小泉改造内閣で内閣官房長官を務めた安倍晋三が支出した官房機密費の使途公開を要求する行政訴訟がおこされている[25][26]。日本共産党の塩川鉄也議員は、2010年3月10日の衆議院予算委員会にて、安倍が内閣官房長官在任期間中に「会合」の名目で計504回の官房機密費支出をおこなっていたことが判明したと主張した[27]。
- 河村建夫が麻生内閣で官房長官当時、2009年8月の第45回衆議院議員総選挙で自民党が惨敗し下野が確定的になった翌9月、5度に分けて合計2億5千万円を小切手で引き出していた（民主党が内閣官房を引き継いだ際には官房の金庫は空だった）ことが明らかになり[28]、大阪市の市民団体「公金の違法な使用をただす会」から10年2月に背任罪・詐欺罪で告発されている（2011年10月に不起訴処分）。また、この件に関しては、やはり、大阪市のオンブズマングループが国に対して使途の情報開示を求める訴訟を起こしている（一審・控訴審共に開示命令。これに基づき2018年3月、一部開示）[29][30]。鳩山由紀夫内閣は、2010年2月19日、この問題を質す衆議院議員鈴木宗男の質問主意書に対し、“前政権の個別の件については答える立場にない”としつつも、「明らかに異様な支出」とする答弁書を閣議決定した[31]。2023年、河村は朝日新聞のインタビューに対し、選挙の陣中見舞いとして官房機密費を使ったと証言し、「官房長官として（応援に）呼ばれた際や、総裁が（応援に）行かないといけないケース」だと答えた。また、「野党対策とかの必要経費として（自民党の）国会対策委員会に渡した」と述べた[32]。これは2024年5月、2000年代に内閣官房長官を務めたある大物議員（河村ではない）が、中国新聞のインタビューに答え、国政選挙の候補者に陣中見舞いの現金を渡す際に、党の政策活動費ではなく官房機密費を使ったと証言したことで裏付けられた（当時の総理大臣は森喜朗・小泉純一郎・安倍・麻生太郎）[33]。
- 福田和也は石丸元章との共著『男の教養　―トンカツ放談―』中で、「小泉時代にワタシが政権の悪口を書いていたら、内閣調査室の人間が来て、50万円を握らされそうになったことがある。ほしかったけど断ったけどね」と述べている。
- 田原総一朗は「FOCUS」のスクープ記事が出た当時、「もらったことは一度もない」と否定。また2010年には、野中広務が自身の経験として「持って行って断られたのは、田原総一朗さんだけ」と説明した[34]。しかし2012年1月26日の自由報道協会主催の会見において田原は、野中が述べた50万円という金額を明確に否定し、その金額が1000万円であったと明かした[35]。
- 馳浩・石川県知事は2023年11月17日、講演で、「国際オリンピック委員会委員への土産として1冊20万円のアルバムを製作した。安倍晋三首相に「馳、金はいくらでも出す。官房機密費もあるから」と言われて」と発言した[36][37]。
- 2019-22年度の各年度、予算のほぼ全額を使い切っていた事が、共同通信による情報公開請求で明らかになった。官房長官経験者は選挙応援に使用したケースもあったと証言した[38]。

### 外務省報償費
外務省報償費とは、外交政策において必要な場合、支出される経費。外務機密費とも呼ばれる。全省庁のなかで最も高く、毎年30億円近く計上されている。
2001年に外務省機密費流用事件が発覚し、世間から大きな注目を集めた。また、3分の1近くが秘密裏に内閣官房報償費に上納されている疑惑が存在した。国会議決を経ない上納は経費の流用を禁止した財政法違反に該当すると指摘されている。
鳩山由紀夫内閣は、2010年2月5日、この疑惑を質す衆議院議員鈴木宗男の質問主意書に対し、歴代自民党政権による否定を取り消し、“報償費の一部は官邸の外交関係費に使われていた”とする答弁書を閣議決定。岡田克也外務大臣も虚偽の説明が行われてきたという見解を示した。

## 地方予算における報償費
三重県では河川の公共工事の際に内水面漁協に立ち会いを要請しており「報償費」として予算がつけられている。

## 捜査報償費
捜査報償費は、警察が聞き込みや張り込みなどの捜査活動を行う際にかかる諸費用や、情報提供者への謝礼に使用できる経費のこと。国と県の予算からそれぞれ支出される。
高知県警察を端緒に、北海道警察、福岡県警察、愛媛県警察、宮城県警察など全国各地の警察本部で裏金化の疑惑が噴出し（警察不祥事）、会計検査院も管理が不十分と指摘した。裏金問題では、予算の適正を調査するため、宮城県で行政府の首長が報償費の予算執行を停止させる事態に発展した事例も存在する。裏金の存在を告発した警察官たちは、口を揃えて、「捜査活動費がまともに支給されたことなどない、すべて自費払いでしのいできた」と証言している。